# 딥워터 (2020년 영화)
《딥워터》(영어: Breaking Surface)는 2020년 개봉한 스웨덴의 액션 드라마 스릴러 영화이다. 대한민국에는 2020년 7월 9일 개봉했다.

## 출연

### 주연
- 모아 감멜 : 이다 역
- 매들린 마틴 : 투바 역

### 조연
- 트린 위그겐 : 앤 역
- 이르마 예니 할베르그 : 어린 이다 역
- 잉그리드 페테르센 : 어린 투바 역
- 마야 쇠데르스트룀 : 이다의 딸 역
- 올레 비렌헤드 : 이다의 남편 역